# Iglesia de San Jaime (Alcudia)
La iglesia de San Jaime es un inmueble de la localidad española de Alcudia, en la isla de Mallorca.

## Descripción
El edificio se encuentra en la localidad española de Alcudia, situada en la isla de Mallorca, perteneciente a la comunidad autónoma de Islas Baleares. Se menciona como iglesia parroquial del lugar en el primer volumen del Diccionario geográfico-estadístico-histórico de España y sus posesiones de Ultramar de Pascual Madoz, donde aparece descrita con las siguientes palabras:

una igl. parr. bajo la advocacion de S. Jayme, servida por un cura párroco, un vicario temporal y amovible, un beneficiado de patronato de sangre, dos de patronato ecl., por haber un beneficio vacante; de los dos que residen, el uno tiene á su cargo el órgano; un beneficiado de patronato misto del párroco y los jurados, y uns sacerdote ordenado á título de patrimonio adscrito al servicio de la parr., sin especial obligacion. El curato es de segundo ascenso, de nombramiento real y del diocesano en los meses respectivos, siempre prévio concurso: el vicario lo nombra el diocesano á propuesta del párroco. Antes de la esclaustracion hubo un conv. de observantes, el cual se vendió juntamente con su igl.
(Madoz, 1845, p. 476)